# Aleksej Jur'evič Smirnov
Aleksej Jur'evič Smirnov (in russo Алексе́й Ю́рьевич Cмирно́в?; 16 ottobre 1951) è un fisico russo, ricercatore di fisica dei neutrini e tra gli scopritori dell'effetto MSW.

## Istruzione
Aleksej Jur'evič Smirnov si è laureato presso la Facoltà di Fisica dell'Università Statale di Mosca nel 1974. Successivamente, nel 1977, ha iniziato a lavorare presso l'Istituto per la Ricerca Nucleare (INR) dell'Accademia delle Scienze dell'URSS, dove ha ottenuto la laurea in Scienze nel 1979. Nel 1989 ha conseguito il titolo di Dottore in Scienze Fisiche e Matematiche.
Durante il periodo dal 1982 al 1990, ha insegnato anche presso la Facoltà di Fisica dell'Università Statale di Mosca. La sua formazione e istruzione sono state completate da un periodo al Centro Internazionale di Fisica Teorica (ICTP) a Trieste, in Italia, dove è entrato a far parte nel 1992 come membro dello staff e dove è stato promosso a ricercatore principale nel 1997.
Dal 2015, è uno scienziato permanente e Max Planck Fellow presso l'Istituto Max Planck di fisica nucleare (MPIK) di Heidelberg.

## Ricerche e risultati
La carriera scientifica di Aleksej Jur'evič Smirnov è caratterizzata da ricerche e risultati di rilevanza significativa nel campo della fisica dei neutrini e della teoria delle oscillazioni dei neutrini.
Negli anni 1984-1985, Smirnov, insieme a Stanislav Micheev, ha effettuato scoperte cruciali sugli effetti dell'aumento della risonanza delle oscillazioni dei neutrini nella materia e sulla conversione adiabatica in mezzi non uniformi, fenomeno noto come effetto Micheev-Smirnov-Wolfenstein (MSW). Questo lavoro ha risolto il mistero dei neutrini solari mancanti provenienti dal Sole nelle osservazioni, fornendo una spiegazione basata su oscillazioni dei neutrini amplificate dall'interazione con la materia.
Le ricerche di Smirnov e dei suoi colleghi hanno esteso la teoria e la fenomenologia della conversione dei neutrini in vari mezzi, portando a sviluppi significativi nel campo della fisica e astrofisica dei neutrini. Attualmente, Smirnov è coinvolto nello studio delle implicazioni dei risultati ottenuti sui neutrini per la fisica fondamentale, compresi aspetti come la complementarità quark-leptone e l'unificazione.

## Riconoscimenti
La sua carriera è stata contrassegnata da numerosi riconoscimenti, tra cui il Premio Bruno Pontecorvo nel 2006 (con Micheev e Wolfenstein), il Premio Sakurai nel 2008 (con Micheev) e la medaglia Albert Einstein nel 2016. Ha anche ricoperto ruoli accademici di prestigio, come la cattedra Schrödinger a Vienna nel 2007 e la Biedenharn Professor presso l'Università del Texas ad Austin nel 2002. Nel 2004, è stato Humboldt Research Fellow, e nel 2008 ha ricevuto il Premio Markov.